# فؤاد عوض
فؤاد عوض (نمر) (ولد يوم 7 أكتوبر، عام 1956) وهو مخرج مسرحي فلسطيني ينتمي إلى المدرسة الطلائعية في المسرح الفلسطيني، كان له فضل كبير في تكوين وتأسيس هوية المسرح الفلسطيني في الداخل المحتل، ويعتبر من أهم الشخصيات البارزة في الحركة المسرحية الفلسطينية والعربية، حيث يعتبر من الرواد الحركة المسرحية في فلسطين.

## سيرة الذاتية
ولد فؤاد عوض في 7 أكتوبر/ تشرين الأول عام 1956 في الناصرة لأبوين فلسطينيين. ألتحق بالمدرسة المعمدانية الناصرة، حيث ذاق فيها لأول مرة الخبرة المسرحية من خلال المشاركة في العروض المدرسية. في عام 1979، قدم أول عمل إخراجي له في عرض مسرحي باسم «الملك هو الملك» (استنادا إلى رواية الكاتب المسرحي السوري الراحل سعد الله ونوس). حصل على درجة البكالوريوس في الفنون الجميلة من جامعة تل أبيب في عام 1982. بينما كان لا يزال في جامعة تل أبيب، قام بإخراج «ميس جوليا» التي كتبها أوغست ستريندبرغ، واخرج أيضا «رجال في الشمس» التي كتبها الكاتب الفلسطيني غسان كنفاني. 
يتحدث عمل «رجال في الشمس» عن رحلة أربعة فلسطينيين يسعون إلى السفر إلى الكويت على أمل العثور على وظيفة هناك خلال طفرة النفط. كانوا يمرون بنقاط التفتيش الواحدة تلو الأخرى، يدفعهم حلم بعيد المنال بمستقبل أفضل، حلم لا يمكن تحقيقه الا بعد الوصول إلى الكويت. 
منذ عام 1983 وحتى عام 1987، عمل عوض في المركز الثقافي المحلي في الناصرة. أثناء عمله بالمركز الثقافي، أخرج عدة مسرحيات، منها «الدراويش يبحثون عن الحقيقة» التي ألفها الكاتب السوري مصطفي الحلاج، وكذلك «الشاطر حسن» المستندة على الحكاية الشعبية التي تحمل العنوان ذاته. 
في عام 1986، أخرج «أغنية مشوه حرب»، والتي شكلت نقطة تحول في الإنتاج المسرحي، حيث انها جمعت بين أشكال متنوعة من الفن المسرحي مثل الدمي والأقنعة. تناولت المسرحية فكرة الخدمة العسكرية الإلزامية بين الطائفة الدرزية في الداخل الفلسطيني. وفي عام 1987، أخرج مسرحية «العصافير» وهي مسرحية كتبها إبراهيم خلايله، والتي تتناول رغبة الفلسطينيين في التحرر من الاحتلال الإسرائيلي. ولقد لقيت المسرحية ترحيبا كبيراً في العديد من البلدان الأوروبية. في عام 1989، حصل عوض على جائزة «أفضل مخرج مسرحي» وكذلك جائزة «أفضل عمل مسرحي» عن مسرحية «رأس المملوك جابر» من مهرجان عكا المسرحي. في عام 1991 وبرفقة، الممثل المسرحي محمد عوضالله، أسس فؤاد عوض مركز الصداقة الثقافي. وفي عام 1992، قام بإخراج «الزقاق» بالتعاون مع سامية قزموز بكري، والتي تتناول غزو الفلسطينيين وذكريات منازلهم ومدينتهم؛ الأماكن التي تخضع إلى تغييرات ديموغرافية. في عام 1993، قام بإخراج «الليل والجبل» والتي كتبها عبد الغفار مكاوي وأُنتجت باللغة العبرية. «الليل والجبل» أسطورة يمنية قديمة تتناول الخوف الناجم عن الاحتلال، وتم عرضها بمسرح هخان هيروشاليم بمدينة القدس. في عام 1994، قام هو وزميله، إيران بينيل، بإخراج مسرحية «روميو وجولييت»، رائعة وليام شكسبير، والتي كانت العمل الافتتاحي لمهرجان ليل في فرنسا. كان العمل إنتاجا مشتركا بين مسرح القصبة في رام الله ومسرح الخان في القدس. حققت المسرحية نجاحا كبيرا وحظيت بتقدير دولي. في عام 1995، تم إعادة صُنع مسرحية «الليل والجبل» ليتم عرضها على مسرح القصبة. 
منذ أواخر 1995 وحتى 1/4/1998، شغل عوض منصب مدير مركز الناصرة الثقافي المعاصر، حيث كان المركز نتيجة لمبادرة ذاتية قام بها عوض. وخلال ذلك الوقت، استضاف المركز العديد من المعارض الفنية ومجموعات الرقص الفولكلوري والكثير من الحلقات الدراسية والأفلام. في عام 1998، أخرج مسرحية بعنوان «لو مونترر» وتم عرضها على مسرح الميدان. والتي تتناول إضفاء الطابع الإنساني لعرائس الماريونت المتحركة، حيث تتمرد على الفنان الذي يحركها وتحاول تسميمه. تم كتابة هذا العمل بواسطة أندريه شديد. 

وبدءا من منتصف عام 1998 وحتى أواخر عام 2002، عمل فؤاد عوض كمدير فني لمسرح الميدان. وخلال تلك الفترة، تم إنتاج العديد من الأعمال الفنية، مثل «سحماتا» و«إضراب مفتوح» و«ملف عبير رقم 96/63»، وهي مسرحية مستندة على رواية «الجامع» للكاتب البريطاني جون فولز. والمسرحية تصور الصراع الإسرائيلي الفلسطيني. حيث يقوم مستوطن بخطف فنانة فلسطينية ويخبئها في مكان لمدة عام، ويدعي انه يريد ان يعيش معها في سلام، وهو امر مستحيل بالطبع. وحصدت المسرحية نجاحا باهرا واعترافا بسبب الجرأة التي تتناول بها المسرحية الاحتلال الإسرائيلي لفلسطين. ويمكن وصف المسرحية من خلال الإنتاج على انه التقاء بين السينما والمسرح، حيث يتم تضمين لقطات سينمائية في الإنتاج المسرحي. وفي أواخر عام 2002، أنهي فترة عمله كمدير لمسرح الميدان، حيث حقق 5 سنوات من النجاح والإنجازات التي جعلت من المسرح مكانا بارزا، وأصبح بالتالي مسرحا رائدا يخدم المسرح الوطني للأقلية الفلسطينية في إسرائيل. وفي عام 2003، قام بإخراج «الحافلة»، وهي مسرحية تصور العلاقات ما بعد الانتفاضة بين الفلسطينيين والإسرائيليين والمنظور الإسرائيلي تجاه الفلسطينيين في ضوء التفجيرات الانتحارية التي انبثقت في ذلك الوقت. وشارك عوض في العديد من المؤتمرات والمهرجانات المسرحية في أوروبا والعالم العربي، وكان محاضرا ضيفا في بعضهم، بما في ذلك مهرجان برلين ومهرجان قرطاج أفينيون، باريس، لندن، عمان والكويت. حيث شارك خبرته وتحدث عن المسرح الفلسطيني. عمل كمستشار فني في صندوق الفيلم الإسرائيلي. عمل أيضا كعضو في اللجنة الفنية في عكا ومهرجان عكا السينمائي لمدة عام. بين عامي 2004 و2007، كان المدير العام لمسرح الميدان من جديد. في ذلك الوقت، كان المسرح يمر بأوقات صعبة. لذلك، عندما أصبح مديرا، كان عليه ان يُعيد تأسيس مكانة المسرح السابقة، وبالفعل زاد عدد الإنتاجات السنوي، وتمكن من إحياء المسرح من جديد. خلال هذه الفترة، أسس مهرجان الميدان المسرحي. وانتهي من كتابة سيرته الذاتية «لو كنت» والتي كتبها الكاتب والصحفي ناجي ضاهر، اختير ان يكون عضو لجنة تحكيم في مهرجان الهيئة العربية للمسرح في كل من عمان والكويت ممثلاً المسرح الفلسطيني، حيث شارك في العديد من المؤتمرات والندوات المسرحية في الكثير من الدول متحدثاً عن المسرح الفلسطيني في جميع انحاء العالم. 

فؤاد عوض يستلم جائزة أفضل مخرج مسرحي عام 2016

في عام 2008، بدا فؤاد عوض العمل كمدير للإدارة الثقافية في بلدية الناصرة. خلال ذلك الوقت، أسس مهرجان الناصرة الدولي لمسرح الأطفال. 
شارك أيضا في الدورة الرابعة والعشرين لمهرجان ACCO للمسرح، ومؤتمر القدس المتعدد الثقافات، خلال 7 – 9 يناير 2008. 
.
يُعتبر فؤاد عوض مخرجا مسرحياً رائداً منذ ان كان له دور قيادي في تشكيل الحركة المسرحية الفلسطينية في إسرائيل؛ حيث كان عوض أول من أدخل نهج سينمائي إلى المسرح، وضم لقطات سينمائية في الإنتاج المسرحي. 
حاليا، يُدرس عوض الفن المسرحي في أكاديمية الدراما في رام الله ويعمل كرئيس للإدارة الثقافية في الناصرة.

## أعماله
أعماله في الاخراج المسرحي
- الملك هو الملك (1979)
- رجال في الشمس (1982)
- السيدة جوليا  (1982)
- الدراويش يبحثون عن الحقيقة (1985)
- أغنية مشوه حرب (1986)
- العصافير (1987)
- رأس المملوك جابر  (1989)
- الزقاق  (1992)
- الليل والجبل (1993)
- روميو وجولييت (1994)[2]
- لي مونترير (1998)
- عبير ملف رقم 96/63 (1999)
- الباص (2003) [3]

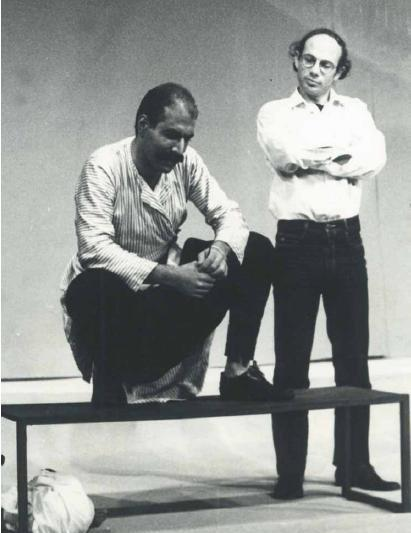
Men In The Sun, 1982
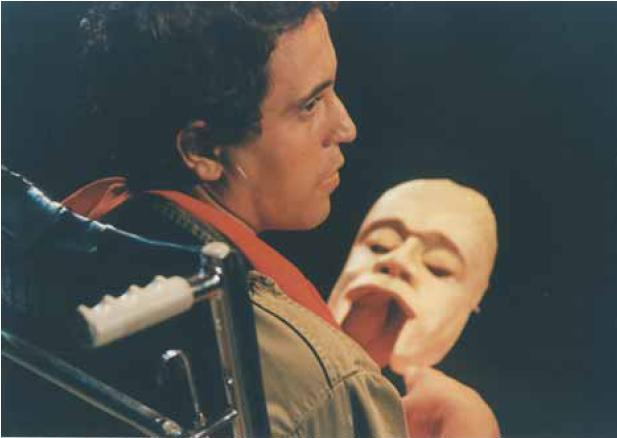
A Song of a Deformed Soldier, 1986
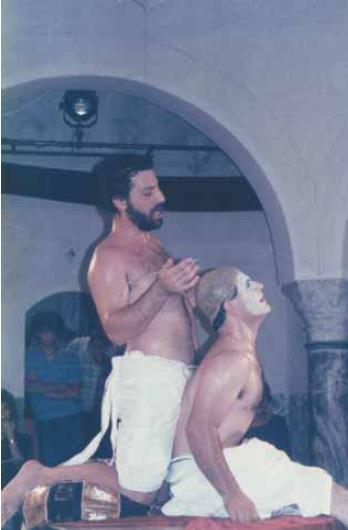
Jaber's Head, 1989
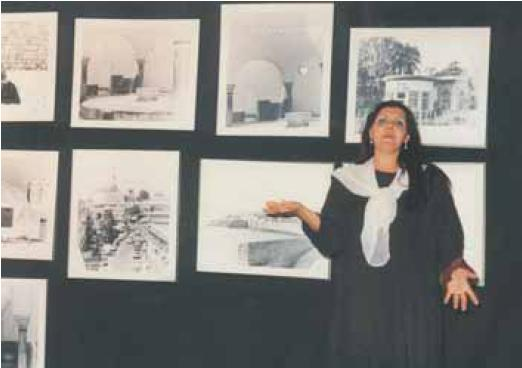
The Alley, 1992
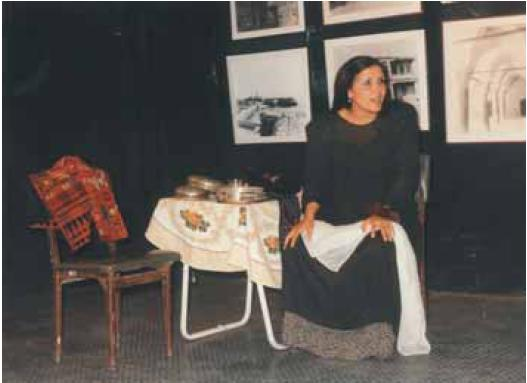
The Alley, 1992
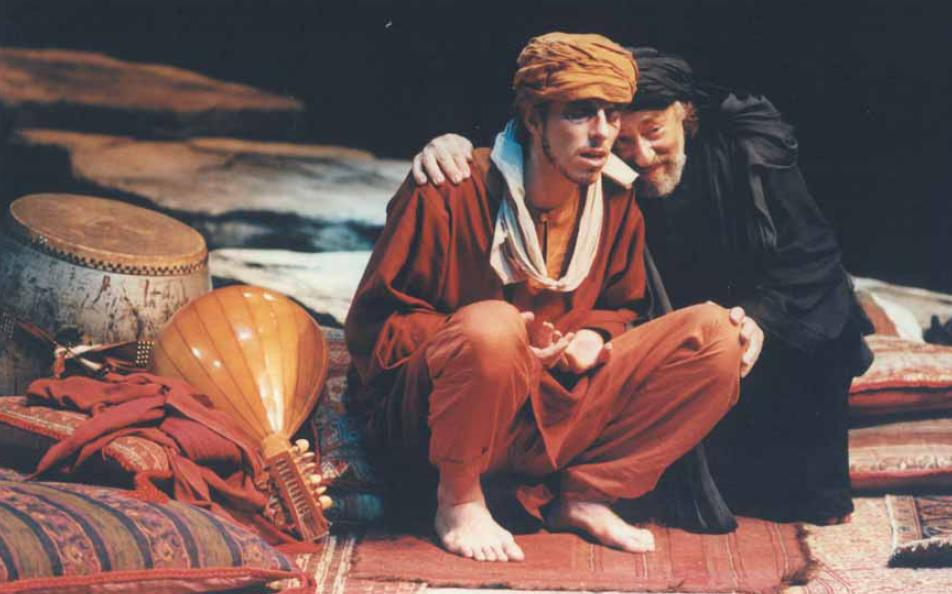
The Night and The Mountain (Hebrew), 1993
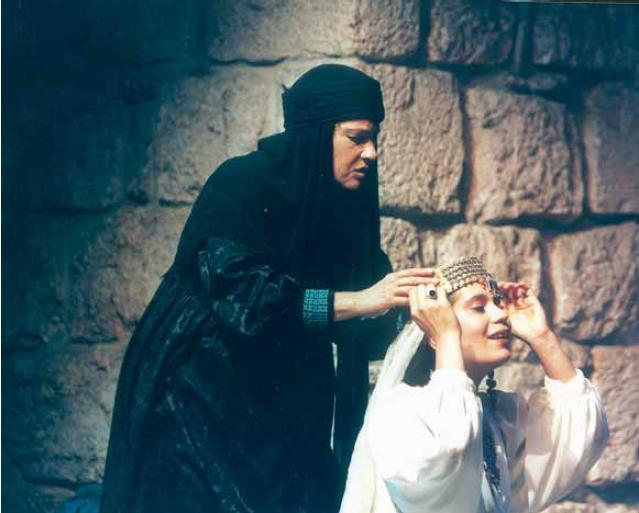
The Night and The Mountain (Hebrew), 1993
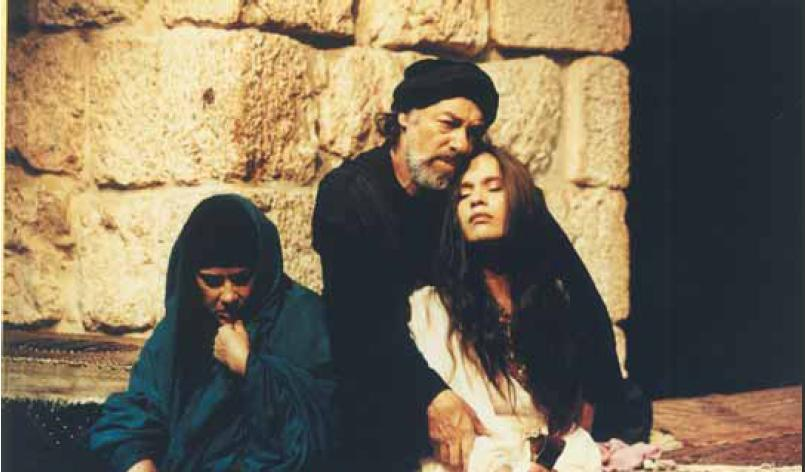
The Night and The Mountain (Hebrew), 1993
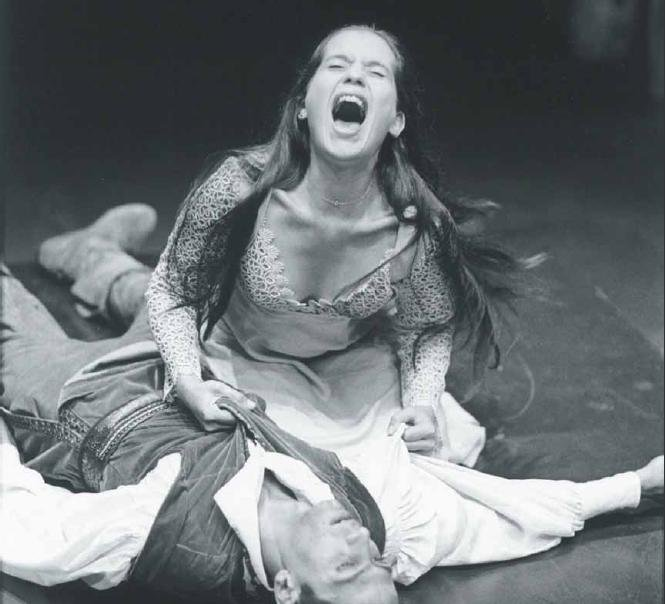
Romeo and Juliet, 1994
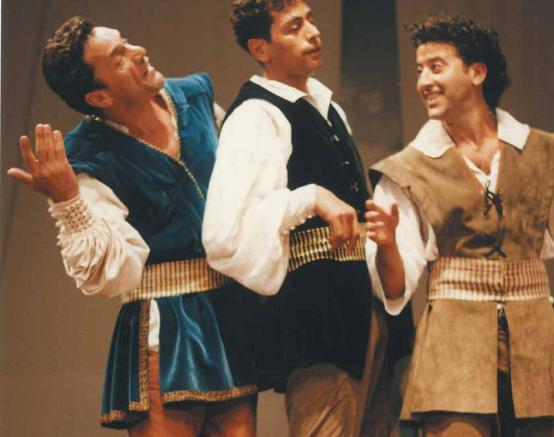
Romeo and Juliet, 1994
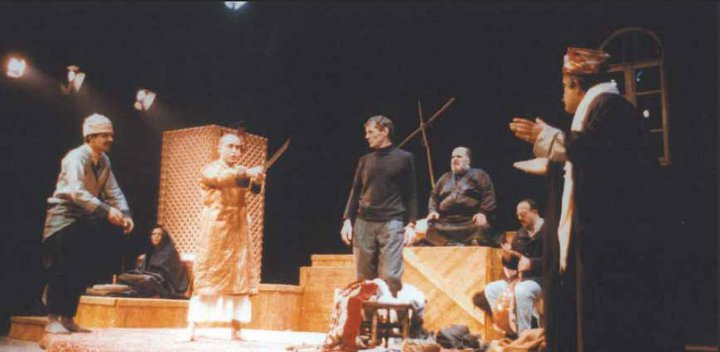
The Night and The Mountain (Arabic), 1995
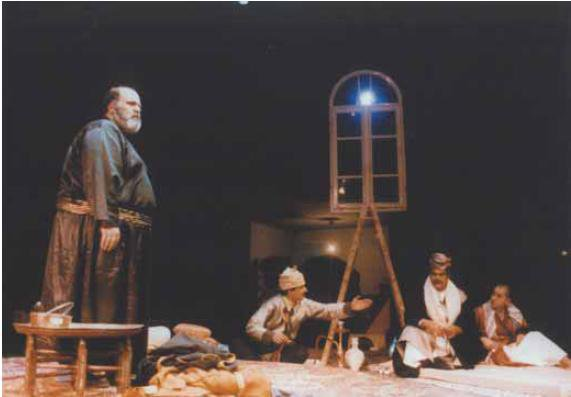
The Night and The Mountain (Arabic), 1995
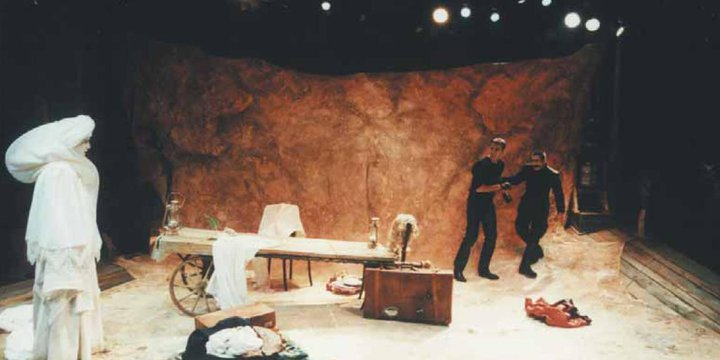
Le Montrer, 1998
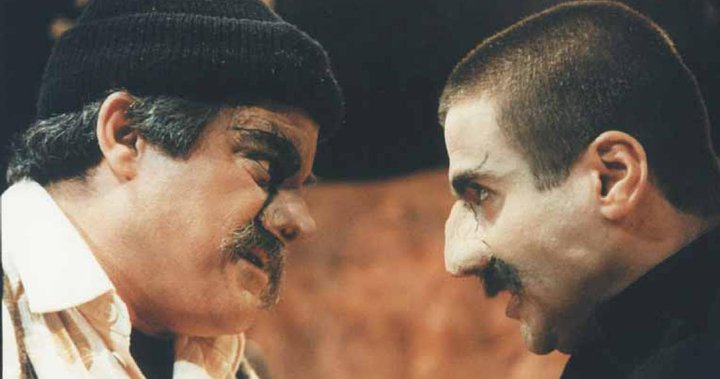
Le Montrer, 1998
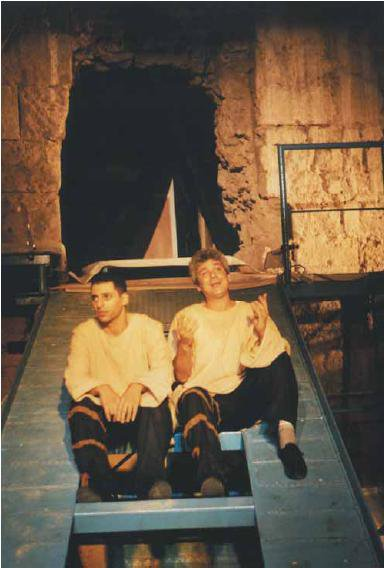
The Bus, 2003
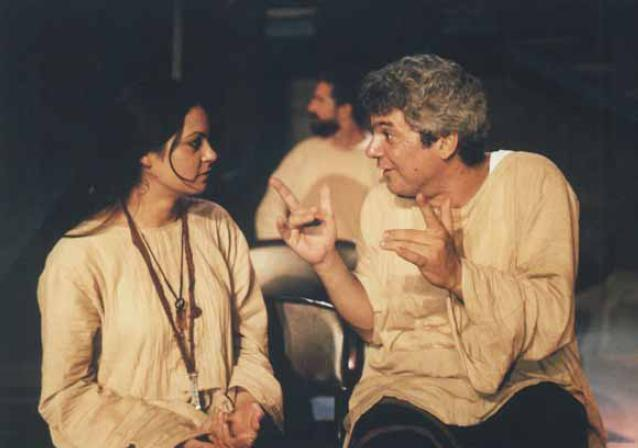

## الجوائز
حاز على جائزة أفضل مخرج مسرحي - في مهرجان عكا 1989